# 拉萨百货大楼
拉萨百货大楼是中国西藏自治区拉萨市的著名商场，位于拉萨市宇拓路1号，是西藏规模最大的商场之一，也是拉萨市著名国有企业。
拉萨百货大楼的前身是始建于1965年的拉萨百货公司。1998年在拉萨市委、拉萨市人民政府的重视下，通过西藏自治区计划委员会、拉萨市计划委员会的支持，1998年7月国家和该公司共同投资兴建了拉萨百货大楼。1999年11月19日，拉萨百货大楼正式投入运营。2002年，拉萨百货大楼实施了改扩建工程。
经过改扩建等各项工程，拉萨百货大楼成为拥有拉萨百货大楼、拉百购物广场（2003年开业）、拉百宗角禄康农贸市场、拉百纳金部、拉百宾馆等的大型综合性商场。